# Asineops
Asineops es un género extinto de peces actinopterigios prehistóricos. Fue descrito por Cope en 1870.

## Especies
- A. pauciradiatus
- A. squamifrons